# Rudolf Machacek
Rudolf Machacek (* 28. Dezember 1927 in Wien; † 6. Oktober 2014) war ein österreichischer Jurist und Verfassungsrichter. Machacek war von 1971 bis 1997 Mitglied des österreichischen Verfassungsgerichtshofs.

## Werdegang
Rudolf Machacek wurde am 28. Dezember 1927 in der österreichischen Bundeshauptstadt Wien geboren, wo er auch das Realgymnasium besuchte. Noch vor dem Ende seines Schulbesuchs wurde Machacek im Jahr 1943 im Alter von 16 Jahren zuerst als Luftwaffenhelfer, dann zum Reichsarbeitsdienst und schließlich zur Wehrmacht eingezogen. Er geriet in Kriegsgefangenschaft, aus der er erst 1946 nach Wien zurückkehrte, um dort die Matura nachzuholen. Anschließend daran begann er das Studium der Rechtswissenschaften an der Universität Wien, welches er im Jahr 1950 mit der Promotion zum Doktor der Rechte (Dr. iur.) abschloss. Parallel dazu absolvierte er auch die Lehrbefähigungsprüfung für das Unterrichtsfach Englisch.
Machacek absolvierte die Gerichtspraxis und trat im Anschluss daran als Konzipient (Rechtsanwaltsanwärter) in die Rechtsanwaltskanzlei seines Vaters ein. 1957 absolvierte er die Rechtsanwaltsprüfung und wurde daraufhin in die Rechtsanwaltsliste eingetragen, was er bis zu seiner Emeritierung im Jahr 1993 blieb. Von 1963 bis 1991 fungierte Rudolf Machacek als Generalsekretär der Österreichischen Juristenkommission sowie ab 1991 als deren Vizepräsident. Innerhalb der Rechtsanwaltskammer war Machacek in den Jahren von 1969 bis 1984 in mehreren unterschiedlichen Funktionen der Standesvertretung tätig, so etwa als Delegierter zum Österreichischen Rechtsanwaltskammertag sowie als Mitglied der Prüfungskommission für Rechtsanwaltsprüfungen.
Mit 29. Dezember 1971 wurde Rudolf Machacek auf Vorschlag des Nationalrats von Bundespräsident Franz Jonas als Mitglied des Verfassungsgerichtshofs bestellt. Am VfGH war er in der Folge ab 1. Jänner 1979 auch als einer der gewählten ständigen Referenten tätig. Am 30. September 1997, und damit nur drei Monate vor seinem verfassungsmäßig vorgesehenen, altersbedingten Ausscheiden, schied Machacek aus dem Verfassungsgerichtshof aus. Mit 1. Oktober 1997 nahm er in der Folge die Stelle als Rechtsschutzbeauftragter für besondere Ermittlungsmaßnahmen nach der Strafprozeßordnung im Bundesministerium für Justiz an. Nachdem er im Jahr 2000 in dieser Funktion wiederbestellt worden war, wurde er 2003 zum stellvertretenden Rechtsschutzbeauftragten bestellt.
Bereits am 12. September 1989 wurde Machacek vom Ministerkomitee des Europarats zum Mitglied des Europäischen Komitees zur Verhütung von Folter und unmenschlicher oder erniedrigender Behandlung oder Strafe gewählt. Nach einer Wiederwahl im Jahr 1993 übte er diese Funktion bis zum Jahr 1997 aus. 1994 nahm Rudolf Machacek darüber hinaus auch eine Honorarprofessur für Verfassungsgerichtsbarkeit und Grundrechte an der Universität Linz an.

## Auszeichnungen
- 1989: Österreichisches Ehrenkreuz für Wissenschaft und Kunst I. Klasse
- 1993: Großes Silbernes Ehrenzeichen für Verdienste um das Land Wien
- 1993: Großes Silbernes Ehrenzeichen mit dem Stern für Verdienste um die Republik Österreich
- 1997: Verleihung des Berufstitels Hofrat